# Chrysogorgia intermedia
Chrysogorgia intermedia är en korallart som beskrevs av W. Versluys 1902. Chrysogorgia intermedia ingår i släktet Chrysogorgia och familjen Chrysogorgiidae. Inga underarter finns listade i Catalogue of Life.